# Livadica
Livadica (serbiska: Ливадица, albanska: Livadicë, Livadhi, Livadhia, Livadhia e Poshtme) är en ort i Kosovo. Den ligger i den nordöstra delen av landet, 28 km norr om huvudstaden Priština. Livadica ligger 616 meter över havet och antalet invånare är 296.
Terrängen runt Livadica är kuperad österut, men västerut är den platt. Runt Livadica är det ganska tätbefolkat, med 222 invånare per kvadratkilometer. Närmaste större samhälle är Podujevo, 3,1 km sydväst om Livadica. Trakten runt Livadica består till största delen av jordbruksmark.